# 関東鉄道キハ532形気動車
関東鉄道キハ532形気動車（かんとうてつどうキハ532がたきどうしゃ）は、関東鉄道が竜ヶ崎線向けとして1981年に製造した通勤型気動車である。

## 製造経緯
竜ヶ崎線では、1971年8月5日より第二次世界大戦後の日本の私鉄では初実施となるワンマン運転を開始していた。
同線ではワンマン運転実施の直前にあたる1970年に、廃止となった江若鉄道から譲受したC28SM形キハ5121（関東鉄道キハ520形キハ521）、L29SM形キハ5122（関東鉄道キハ520形キハ522）、それにC25M形キハ5123（関東鉄道キハ530形キハ531）と、液体式変速機と電磁空気リンク式総括制御装置を搭載し総括制御に対応する18 - 19m級大型車3両が入線し、在籍車両の体質改善が一気に行われていた。だが、その一方でこれらの入線以前から在籍していたキハ41300形キハ41302（元国鉄キハ41300形キハ41335→キハ04形キハ04 36）も、変速機をD211機械式変速機から新潟コンバーターDB100液体式変速機へ交換し、ワンマン化改造を施した上で継続運用されていた。
これら4両の内、旧江若鉄道車については江若鉄道時代にエンジンと変速機を全て交換し、しかも180PS級のDMH17B・Cを搭載していたことから、1975年末から1976年末にかけて大栄車輌にて老朽化した車体の新造・取替を実施した。
しかし、キハ41302については製作年度こそ他の3両と大差なかったものの車両としての寸法が15m級と小さく、公称定員を100名とされたものの収容力が充分でないためキハ520・キハ530形の検査時などにそれらの運用を完全に肩代わりすることが難しく、エンジンも120PS級のDMF13Cと非力、また液体式変速機搭載とはいえ電磁空気リンク式総括制御機能を搭載しておらずラッシュ時に他車と併結運転を行うことができない、など様々な問題を抱えていた。そのため、そのままの機器構成で他形式に準じた大型車体への載せ替えによる更新を実施しても問題の解決とはならず、そもそも同車が装着するTR26台車が他車と同様の19m級大型車体の搭載に耐えられる設計でなかったこともあって、車体の老朽化が進行した1970年代後半には別途代替車両を用意する必要に迫られていた。
そこで1979年の筑波鉄道および鹿島鉄道の関東鉄道からの分社の際に、筑波線に在籍していたもう1両の江若鉄道に由来する気動車であるキハ510形キハ511（2代目）（元江若鉄道C29M形キハ5120）を車体更新改造の上で竜ヶ崎線に転籍させ、老朽化の著しいキハ41302と代替することが計画された。
しかし、このキハ511は諸事情から長期にわたって筑波鉄道真鍋車庫に留置されたまま改造されず、最終的に竜ヶ崎線用キハ41302代替車は、常総線用キハ310形と同様に国鉄から払い下げを受けたキハ20系の機器を流用、これにキハ530形キハ531に準じた車体を新製して組み合わせた、車籍上新車扱いの準新造車として製作されることとなった。
こうして新潟鐵工所で完成した竜ヶ崎線向け準新造車はキハ530形キハ531の続番としてキハ532形キハ532と形式称号・記号番号を与えられ、1981年12月に竣工、入籍した。

## 車体
1976年に大栄車輌で車体更新されたキハ531に準じる、ワンマン運転対応かつ両運転台付の3扉ロングシート車である。
車体は全金属製で窓上下の補強帯の露出を排した平滑な外観のノーシル・ノーヘッダー構造で、側面幕板上部に雨樋を設置し、各乗務員扉後部に縦樋を設置している。
窓配置は佐貫側からd1D(1)3(1)D3(1)D1d（d：乗務員扉、D：客用扉、(1)：戸袋窓、数字：窓数）で両端扉の位置をキハ531より側窓1枚分ずつ内寄りに配している。また、キハ07形の寸法を基本としたため全長が約19.5mとなったキハ520・キハ530形とは異なり、全長20mと約0.5m伸ばしつつ各側窓の幅を拡幅したため、各客用扉間の窓数（戸袋窓を含む）はキハ531と比して佐貫寄り扉間で1枚、竜ヶ崎寄り扉間で2枚、少なくなっており、中央扉の位置は車体中央から竜ヶ崎寄りにややずれている。また、車体の最大幅はキハ520・キハ530形の2,720mmに対して関東鉄道の車両限界が許す最大幅である2,844mmに拡幅されており、車体長の延長と合わせて収容力は同車と比較して定員で10名分拡大されている。

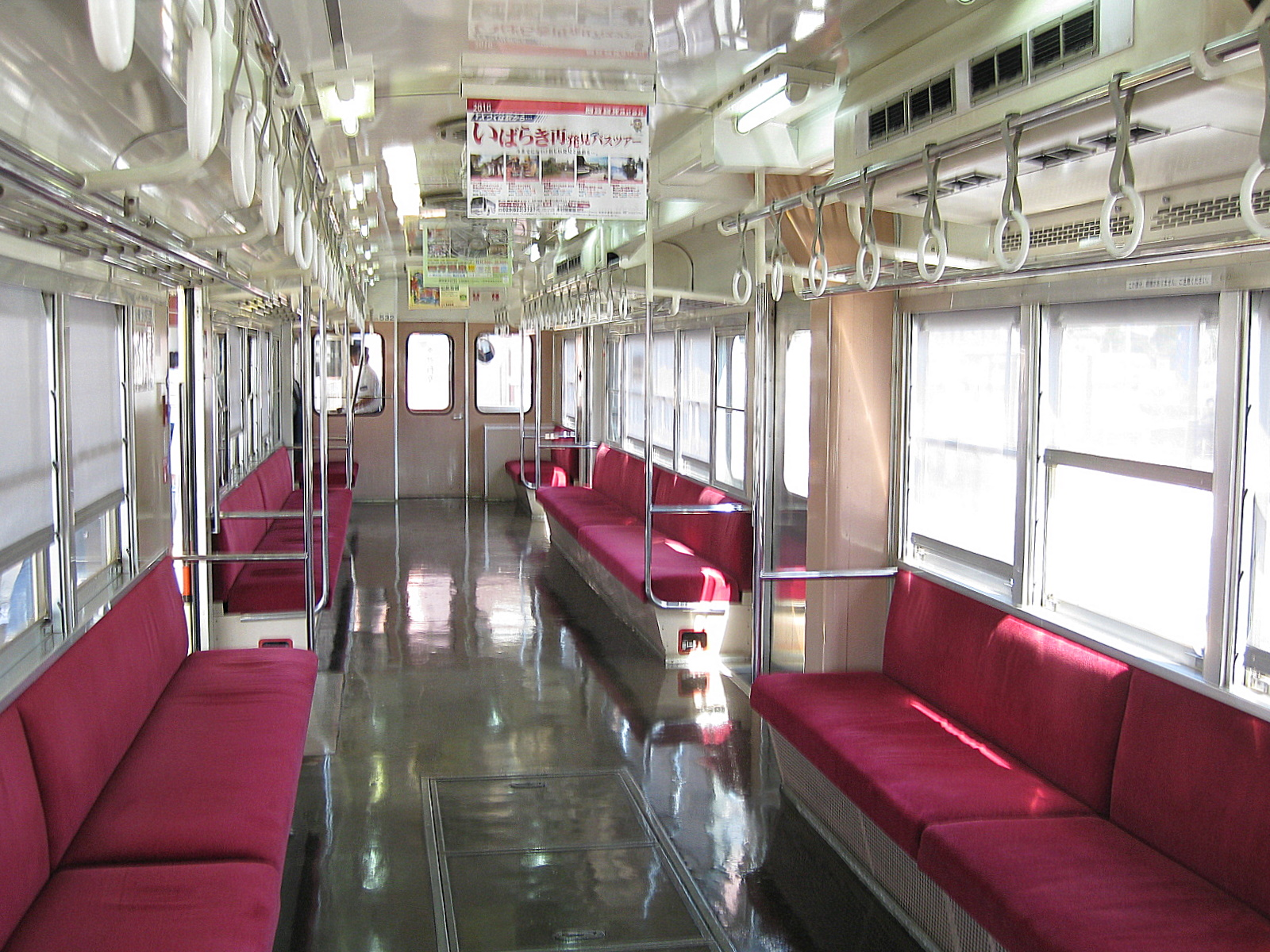
キハ532の車内
（2007年8月14日）

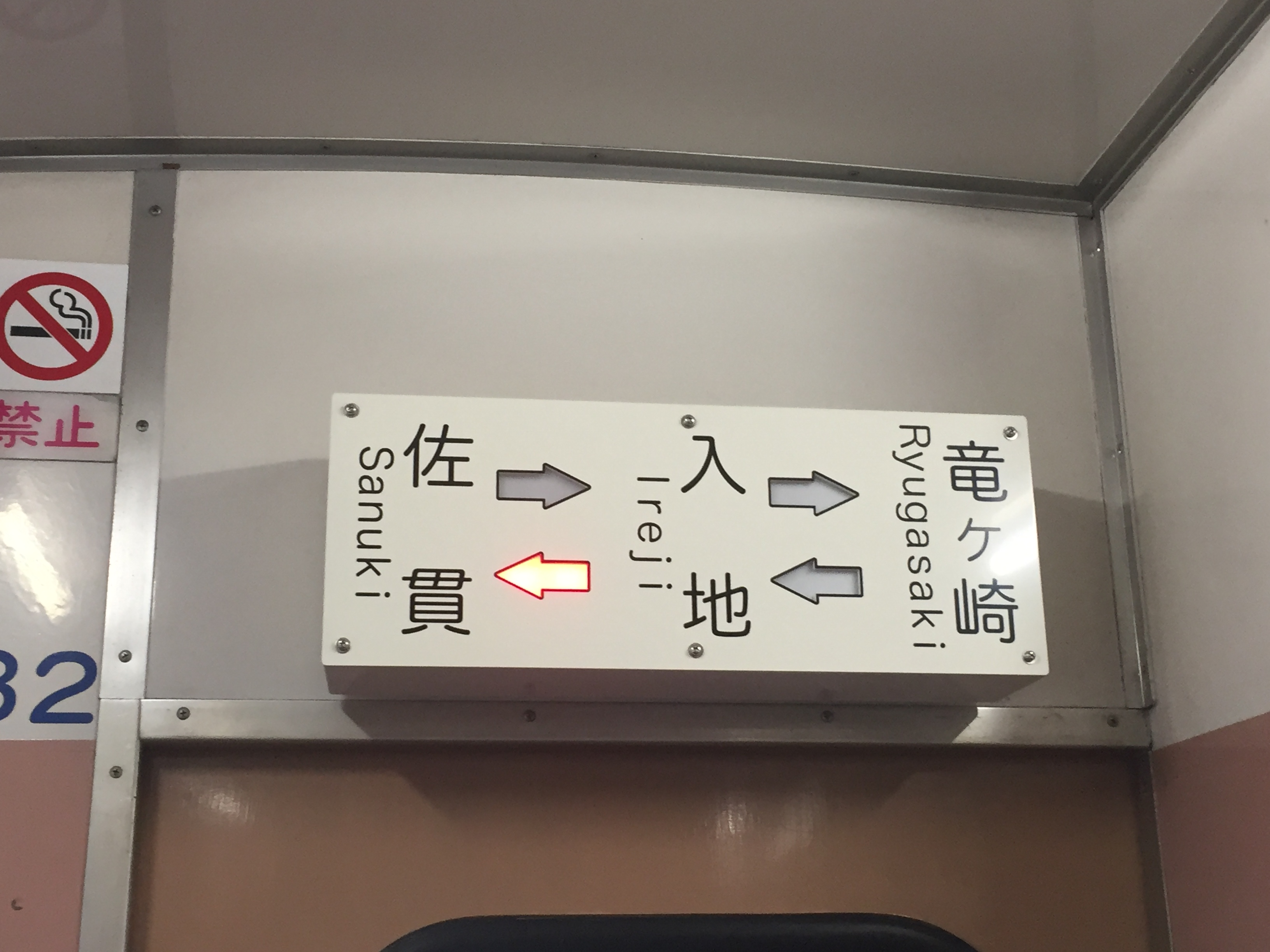
車端上部にある着駅案内表示灯
（2022年6月18日）

側窓は2段上昇式のアルミサッシで、戸袋窓と客用扉窓はいずれもHゴムによる構体直結支持の1枚窓となっており、客用扉は竜ヶ崎線のホーム高さに合わせて3扉共にステップ付の片引戸としている。
なお、竜ヶ崎線ではホームが全て同じ側に設置されているため、竜ヶ崎方向に向かって左側の側面にある扉は一切使用されないが、本形式では客用扉・乗務員扉共に省略せず、両側面に設置されている。
妻面デザインはキハ310形で確立された、緩く後退角のついた3面折妻構造で、ラッシュ時に増結運転を行う必要から中央に貫通路と貫通幌を設置し、扉窓と左右の妻窓はいずれもHゴム支持とされている。また、運転台は上述の竜ヶ崎線のホーム配置から、佐貫寄りを進行方向左側に、竜ヶ崎寄りを進行方向右側に配し、片側面に限られる客用扉の開閉取り扱いが容易に行える特殊なレイアウトとなっている。
前照灯は貫通路上部に2灯、シールドビームを左右に並べて幕板に埋め込むようにして搭載し、標識灯は妻面の腰板左右端に各1灯ずつ振り分けて搭載しており、両妻面に他車との併結に必要な貫通幌とジャンパ線を装着している。
座席は前述の通り全てロングシートである。
本形式は地方私鉄にも冷房化の波が押し寄せ始めた時期に製造されたが、搭載機器の制約もあって当初は空調機器を搭載せず、通風は全て換気効率の良いグローブ式ベンチレーターに委ねている。そのため、通風器を2基ずつ隣接させて3組、つまり6基を屋根上中央に1列で搭載し、夏期の車内の換気には天井に設置された扇風機を併用する。
竣工時の塗装は、当時関東鉄道で標準であった上半分クリーム、下半分朱色のツートンカラーである。

## 主要機器
国鉄キハ20系の廃車発生品を使用するため、キハ10系の更新車であるキハ310形や、戦前製ガソリンカーに由来するキハ520形およびキハ531と比較して、より新しい設計の機器を搭載する。

### エンジン・変速機
国鉄キハ20系で標準であったDMH17C（180PS/1,500rpm）を1基搭載していたが、2012年11月よりDMF13HZへの換装工事が行われ2013年4月に完了し運用へ復帰している。
変速機は新造時には乾式単板クラッチ内蔵の振興造機TC2をベースにフルードオイルを専用品対応としたTC2A液体式変速機を搭載したが、これもキハ20系の標準仕様に従う。
現在は新潟コンバータ製DB115を使用(2024/2/3 銘板にて確認)。

### 台車
関東鉄道では他社からの譲受車であるキハ721（元加越能鉄道加越線キハ187）やキハ755(元南海電気鉄道キハ5505）に装着されていたもの以来となる、ウィングばね台車であるDT22・TR51が装着されている。
現車の銘板では、DT22A・TR51A、帝国車輌昭和34年3月製。

### ブレーキ
種車のものを流用したため、A動作弁を使用するDA1A自動空気ブレーキを搭載する。
ブレーキシリンダーは車体装架で、基礎ブレーキ装置は片押し式である。

## 運用
竜ケ崎線の全線で土曜日のみ終日運行される。

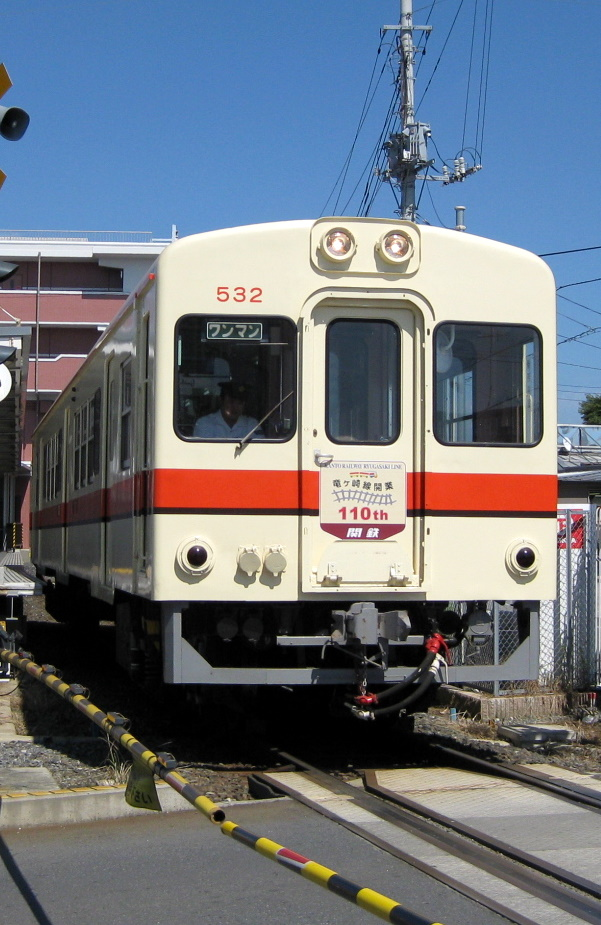
竜ヶ崎線110周年記念のヘッドマークを掲げたキハ532（竜ヶ崎寄り妻面）。
客扱いの都合で運転台の位置が通常と左右逆になっていることと、こちらの妻面には幌もジャンパケーブルも装着されていない。
（2007年8月14日）

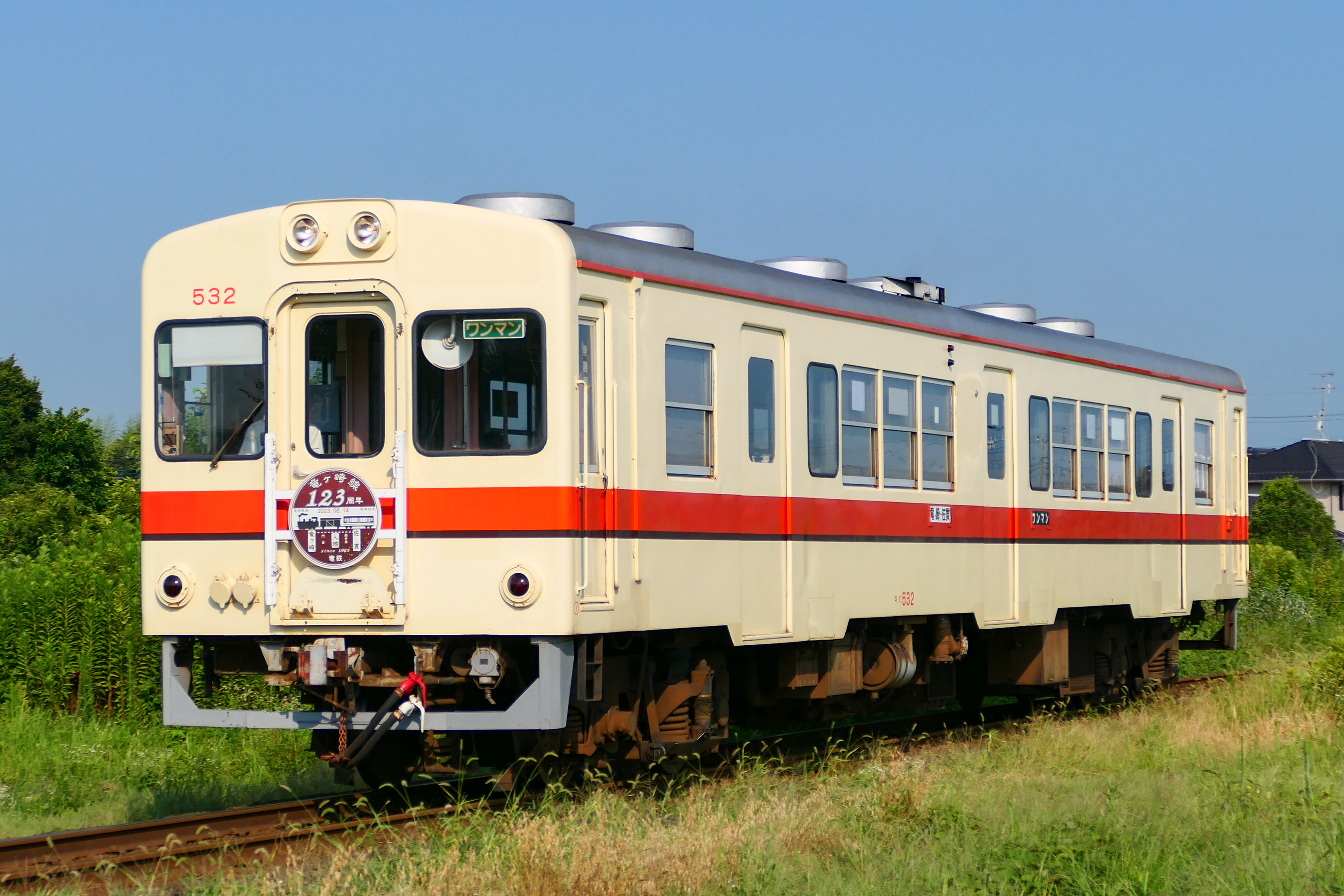
竜ヶ崎線123周年記念ヘッドマークを装着したキハ532形

特殊な運転台配置の竜ヶ崎線専用車として新造されたため、竣工以来現在に至るまで、同線でのみ運用され続けている。
キハ520形やキハ530形が在籍していた時代には、1両から3両の範囲で必要に応じて編成を組み、いずれの場合もワンマン運転で運用された。
1988年に実施された関東鉄道在籍車の塗装変更で旧塗装からクリームを基本とし、窓下に朱色の帯を巻き、その下側の境界に紺色の細帯を巻いた新塗装に変更された。
1997年に竜ヶ崎線用としてキハ2000形が新造され、台車などの主要機器の老朽化が深刻になりつつあったキハ520・530形が代替された後も、本形式については搭載機器が比較的新しかったことから代替対象とはならず、そのまま残された。本形式はキハ2000形とは機器構成が全く異なるが同形式と総括制御可能であり、キハ2000形の定期検査時などには朝夕のラッシュ時に同形式と併結して運用される。
本形式は長らく非冷房車のままであったが、2002年に冷房化改造工事が実施され、これをもって関東鉄道線の冷房化率は100%となっている。
近年は予備車両となっており、キハ2000形の定期検査や異常発生時以外は、月に4日程度の日中時間帯のみの運用となっており、公式サイトで運行日が公表されている。
2012年時点では毎月第1・3土曜日と第2・4（第1・3土曜日と連日となる場合は第3・5）日曜日の9時台 - 14時台の運行となっていた。
2012年（平成24年）11月よりエンジン換装の為運行休止したが、2013年4月14日より運行を再開した。このエンジン換装をもって、1993年から常総線へキハ2100形気動車の最初の導入から続けられていた、軽快エンジンを搭載した車両への置き換えや在来車両のエンジン換装が完了し、関東鉄道からDMH17系（DMH17C）が完全に消滅している。
その後、2013年12月17日からは毎日運行となったが、2014年3月17日からは2000形「まいりゅう号」の運行開始に伴い当車の運行を休止、同年5月12日からは毎週土曜日に運行日を変更して運行再開した。2020年時点でも毎週土曜日9時台～14時台の運行となっている。
2021年には、指定運行日である土曜日は始発から14時台の運用となっていた。
2022年3月12日のダイヤ改正を前に、関東鉄道ホームページに記載された本車両の指定運行日情報が更新され、「当面の間、不定期での運用となります。」との記載に変更された。
本ダイヤ改正以降、3両の在籍気動車のうち1両が交代で10日程度運用を離れ、他の2両が平日朝に2連運用・平日9時以降と土休日終日は交代で単行運用を行なっていた。隔日で本車両が終日運用に入ることもあり、運用の頻度が増していた。
2連での運行の際は、隔日で本車両が竜ヶ崎側と佐貫側に交互に連結される。
土曜日指定運行(従前と異なり、土曜日終日の運用となった)に戻った後は、キハ2002まいりゅう号の3代目ラッピング化や定期検査の時期にキハ2001と組んで連日運用する時期もあった。
2023年11月には、関東鉄道ホームページで“11月27日から2024年2月10日(予定)まで定期検査のため運用を離れる“との告知がなされた。
定期検査前の最終運用は、11月25日(土)の終日運用であった。
2024年2月24日、運用に復帰した。今回の定期検査では、エンジンのオーバーホールが確認されている。